# Alcántara
Alcántara este un oraș din Spania, situat în provincia Cáceres din comunitatea autonomă Extremadura. În 2005 avea o populație de 1.721 de locuitori.

## Personalități
- Petru de Alcantara (1499–1562), mistic, reformator al vieții monahale franciscane

1. ↑  Nomenclátor Geográfico de Municipios y Entidades de Población (20240402 edition)